# Банини, Эстефания
Эстефания Ромина Банини Руис (исп. Estefanía Romina Banini Ruiz; 21 июня 1990, Мендоса) — аргентинская футболистка, полузащитник клуба «Атлетико Мадрид». Из-за своей позиции на поле и красивых голов часто называется журналистами Лионелем Месси женского футбола.

## Карьера

### Клубная
Профессиональную карьеру Банини начала в составе чилийского «Коло-Коло», за который играла на протяжении четырёх лет. Решение выступать в чемпионате Чили она приняла из-за низкого уровня женского футбольного первенства Аргентины. В январе 2015 года она подписала контракт с клубом NWSL «Вашингтон Спирит». В июле 2016 года была признана лучшим игроком месяца в лиге.
Осенью 2016 года перешла в «Валенсию». 19 июня 2017 года вернулась в «Вашингтон».
17 октября 2018 года была отдана в аренду в испанский клуб «Леванте».
В июне 2019 года Банини подписала двухлетний контракт с клубом «Леванте». Помогла команде впервые выйти в квалификацию Лиги чемпионов. В финале Кубка Испании 2020/21 она забила второй гол в ворота «Барселоны», но валенсийский клуб в итоге проиграл со счётом 2:4.
3 июля 2021 года подписала контракт с клубом «Атлетико Мадрид».

### В сборной
За национальную сборную Аргентины дебютировала в 2010 году.

## Достижения
«Атлетико Мадрид»
- Обладательница Кубка Испании: 2022/23